# 10e Match des étoiles de la Ligue nationale de hockey
Match précédent Match suivant
Le 10e Match des étoiles de la Ligue nationale de hockey fut tenu le 9 octobre 1956 dans le domicile des Canadiens de Montréal, le Forum de Montréal.
Dans ce match qui se termina par la marque de un à un, Maurice Richard et Ted Lindsay prennent part à leurs dixième Matchs des étoiles consécutifs.

## Effectif

### Canadiens de Montréal
- Entraîneur-chef : Toe Blake.

Gardiens de buts
- 01 Jacques Plante.

Défenseurs :
- 02 Doug Harvey.
- 10 Tom Johnson.
- 11 Bob Turner.
- 17 Jean-Guy Talbot.
- 19 Dollard St-Laurent.

Attaquants :
- 04 Jean Béliveau, C.
- 05 Bernard Geoffrion, AD.
- 06 Floyd Curry, AD.
- 08 Jack Leclair, C.
- 09 Maurice Richard, AD.
- 12 Dickie Moore, AD.
- 14 Claude Provost, AD.
- 15 Bert Olmstead, AG.
- 16 Henri Richard, C.
- 22 Don Marshall, AG.

### Étoiles de la LNH
- Entraîneur-chef : Jimmy Skinner ; Red Wings de Détroit.

Gardiens de buts :
- 01 Glenn Hall ; Red Wings de Détroit.
- 24 Terry Sawchuk ; Bruins de Boston.

Défenseurs :
- 02 Gus Mortson ; Blackhawks de Chicago.
- 03 Jim Morrison ; Maple Leafs de Toronto.
- 04 Red Kelly ; Red Wings de Détroit.
- 05 Hughie Bolton ; Maple Leafs de Toronto.
- 14 Fern Flaman ; Bruins de Boston.
- 16 Bill Gadsby ; Rangers de New York.

Attaquants
- 06 Dick Duff, AG ; Maple Leafs de Toronto.
- 07 Ted Lindsay, AG ; Red Wings de Détroit.
- 08 Alex Delvecchio, C ; Red Wings de Détroit.
- 09 Leo Labine, AD ; Bruins de Boston.
- 10 George Armstrong, AD ; Maple Leafs de Toronto.
- 11 Nick Mickoski, AG ; Blackhawks de Chicago.
- 12 Tod Sloan, C ; Maple Leafs de Toronto.
- 15 Johnny Wilson, AG ; Blackhawks de Chicago.
- 18 Wally Hergesheimer, AD ; Blackhawks de Chicago.
- 19 Dave Creighton, C ; Rangers de New York.
- 20 Red Sullivan, C ; Blackhawks de Chicago.

## Feuille de match
| No | Score            | Équipe           | Buteur (Passeur(s))            | Temps            |                  |
| Première période                                                                                            | Première période | Première période | Première période               | Première période | Première période |
| --- | ---------------- | ---------------- | ------------------------------ | ---------------- | ---------------- |
| Aucun but                                                                                                   |                  |                  |                                |                  |                  |
| Pénalité : Flaman (LNH) accroché 1:42 ; Béliveau (Mtl) double-échec 7:44 Béliveau (Mtl) interférence 18:29. |                  |                  |                                |                  |                  |
| Deuxième période                                                                                            |                  |                  |                                |                  |                  |
| 1 | 1-0              | Montréal         | M. Richard (Olmstead - Harvey) | 14:58 AN         |                  |
| 2 | 1-1              | LNH              | Lindsay (Mortson)              | 18:48            |                  |
| Pénalité : Mortson (LNH) interférence 8:14 ; Sullivan (LNH) retenu 14:25.                                   |                  |                  |                                |                  |                  |
| Troisième période                                                                                           |                  |                  |                                |                  |                  |
| Aucun but                                                                                                   |                  |                  |                                |                  |                  |
| Pénalité : Labine (LNH) trébuché 2:17 ; Mortson (LNH) trébuché 9:42.                                        |                  |                  |                                |                  |                  |

Gardiens :
- Montréal : Plante (60:00).
- LNH : Hall (29:30), Sawchuk (30:30, est entrée à 9:30 de la 2e période).

Tirs au but :
- Montréal (27) 10 - 08 - 09
- LNH (28) 07 - 09 - 12

Arbitres : Red Storey
Juges de ligne : Doug Davis, Bill Roberts